# Frullania truncatistyla
Frullania truncatistyla là một loài Rêu trong họ Jubulaceae. Loài này được von Konrat, Hentschel, J. Heinrichs & Braggins mô tả khoa học đầu tiên..